# Coppa di Francia 2024-2025
La Coppa di Francia 2024-2025 è stata la 108ª edizione della omonima competizione calcistica, organizzata dalla FFF e aperta a tutte le squadre francesi e della Francia d'oltremare.
A vincere è stato il Paris Saint-Germain, che ha battuto in finale per 3-0 lo Stade Reims, conquistando il suo 16º titolo.

## Regolamento
In questa stagione il regolamento è lo stesso dell'edizioni precedente.
Ai primi due turni delle qualificazioni regionali, prendono parte le formazioni dilettantistiche inferiori alla quinta divisione. Al terzo turno entrano le squadre del Championnat National 3 e due rappresentanti il territorio di Saint-Pierre e Miquelon, al quarto quelle del Championnat National 2 e al quinto quelle del Championnat National. Al settimo turno sono ammesse le venti squadre di Ligue 2 e tre squadre dei paesi d'oltremare, e qui si passa a fase nazionale.

## Calendario
| Fase           | Turno                   | Data                           | Partite | Squadre     | Squadre entrate | Campionati entranti                                                   |
| -------------- | ----------------------- | ------------------------------ | ------- | ----------- | --------------- | --------------------------------------------------------------------- |
| Fase regionale | Primo turno             | Date regionali                 | 2580    | 5160 → 2580 | 5160            | Divisioni regionali                                                   |
| Fase regionale | Secondo turno           | Date regionali                 | 2001    | 4002 → 2001 | 1422            | Divisioni regionali                                                   |
| Fase regionale | Terzo turno             | 14-15 settembre 2024           | 1160    | 2320 → 1160 | 319             | Championnat National 3 Régional 1 Saint-Pierre e Miquelon             |
| Fase regionale | Quarto turno            | 28-29 settembre 2024           | 604     | 1208 → 604  | 48              | Championnat National 2                                                |
| Fase regionale | Quinto turno            | 12-13 ottobre 2024             | 310     | 620 → 310   | 16              | Championnat National                                                  |
| Fase regionale | Sesto turno             | 26-27 ottobre 2024             | 155     | 310 → 155   | 0               |                                                                       |
| Fase nazionale | Settimo turno           | 16-17 novembre 2024            | 87      | 174 → 87    | 20-1            | Ligue 2 Mayotte e Polinesia francese                                  |
| Fase nazionale | Ottavo turno            | 30 novembre - 1º dicembre 2024 | 46      | 92 → 46     | 5               | Championnat National Guiana francese, Riunione, Guadalupa e Martinica |
| Fase finale    | Trentaduesimi di finale | 20-22 dicembre 2024            | 32      | 64 → 32     | 18              | Ligue 1                                                               |
| Fase finale    | Sedicesimi di finale    | 14-15 gennaio 2025             | 16      | 32 → 16     |                 |                                                                       |
| Fase finale    | Ottavi di finale        | 4-6 febbraio 2025              | 8       | 16 → 8      |                 |                                                                       |
| Fase finale    | Quarti di finale        | 25-26 febbraio 2025            | 4       | 8 → 4       |                 |                                                                       |
| Fase finale    | Semifinali              | 1º-2 aprile 2025               | 2       | 4 → 2       |                 |                                                                       |
| Fase finale    | Finale                  | 24 maggio 2025                 | 1       | 2 → 1       |                 |                                                                       |

## Risultati

### Fase Finale

#### Trentaduesimi di finale

##### Gruppo A
| Squadra 1          | Risultato       | Squadra 2           |
| ------------------ | --------------- | ------------------- |
| 20 dicembre 2024   |                 |                     |
| Espaly             | 1 - 1 (4-3 dtr) | Digione             |
| GOAL               | 1 - 2           | Annecy              |
| 21 dicembre 2024   |                 |                     |
| Cannes             | 3 - 2           | Grenoble            |
| Bourgoin-Jallieu   | 4 - 1           | Martigues           |
| Hauts Lyonnais     | 0 - 0 (2-4 dtr) | Tolosa              |
| Cortenais          | 1 - 1 (3-5 dtr) | Nizza               |
| Le Puy             | 4 - 0           | Montpellier         |
| 22 dicembre 2024   |                 |                     |
| Saint-Étienne      | 0 - 4           | Olympique Marsiglia |
| L'Union Saint-Jean | 1 - 4           | Monaco              |
| Sochaux            | 0 - 0 (5-3 dtr) | Clermont Foot       |

##### Gruppo B
| Squadra 1            | Risultato       | Squadra 2       |
| -------------------- | --------------- | --------------- |
| 20 dicembre 2024     |                 |                 |
| Troyes               | 3 - 0           | Metz            |
| Haguenau             | 4 - 1           | Boulogne        |
| Bastia               | 5 - 0           | RC St. Joseph   |
| Rouen                | 0 - 1           | Lilla           |
| 21 dicembre 2024     |                 |                 |
| Feignies-Aulnoye     | 1 - 2           | Olympique Lione |
| ES Thaon             | 2 - 1           | Amiens          |
| Drancy               | 0 - 4           | Nantes          |
| RC Calais            | 0 - 3           | Strasburgo      |
| 22 dicembre 2024     |                 |                 |
| Mutzig               | 1 - 3           | Stade Reims     |
| Auxerre              | 0 - 1           | Dunkerque       |
| Thionville Lusitanos | 2 - 2 (4-5 dtr) | Valenciennes    |

##### Gruppo C
| Squadra 1        | Risultato       | Squadra 2           |
| ---------------- | --------------- | ------------------- |
| 20 dicembre 2024 |                 |                     |
| SA Mérignac      | 0 - 0 (3-4 dtr) | Laval               |
| 21 dicembre 2024 |                 |                     |
| La Roche         | 0 - 1           | Brest               |
| Stade Briochin   | 1 - 0           | Le Havre            |
| Dives Cabourg    | 2 - 0           | Saint-Denis         |
| Tours            | 0 - 3 (tav.)    | Lorient             |
| 22 dicembre 2024 |                 |                     |
| Bordeaux         | 1 - 4           | Rennes              |
| Guingamp         | 2 - 1           | Caen                |
| 93 BBG           | 0 - 1           | Angers              |
| Saint-Philbert   | 0 - 2           | Quevilly-Rouen      |
| Marmande         | 0 - 7           | Le Mans             |
| Lens             | 1 - 1 (3-4 dtr) | Paris Saint-Germain |

#### Sedicesimi di finale
| Squadra 1           | Risultato       | Squadra 2           |
| ------------------- | --------------- | ------------------- |
| 14 gennaio 2025     |                 |                     |
| Bastia              | 0 - 1           | Nizza               |
| Dives Cabourg       | 1 - 0           | Le Puy              |
| Le Mans             | 1 - 1 (4-3 dtr) | Valenciennes        |
| Guingamp            | 2 - 2 (9-8 dtr) | Sochaux             |
| Stade Reims         | 1 - 1 (3-1 dtr) | Monaco              |
| Olympique Marsiglia | 1 - 1 (3-4 dtr) | Lilla               |
| 15 gennaio 2025     |                 |                     |
| Bourgoin-Jallieu    | 2 - 2 (4-2 dtr) | Olympique Lione     |
| Tolosa              | 2 - 1           | Laval               |
| Quevilly-Rouen      | 2 - 3           | Angers              |
| Troyes              | 1 - 0           | Rennes              |
| Stade Briochin      | 1 - 1 (4-3 dtr) | Annecy              |
| Cannes              | 2 - 1           | Lorient             |
| Brest               | 2 - 1           | Nantes              |
| ES Thaon            | 2 - 2 (3-5 dtr) | Strasburgo          |
| Espaly              | 2 - 4           | Paris Saint-Germain |
| 22 gennaio 2025     |                 |                     |
| Haguenau            | 1 - 3           | Dunkerque           |

#### Ottavi di finale
| Squadra 1        | Risultato       | Squadra 2           |
| ---------------- | --------------- | ------------------- |
| 4 febbraio 2025  |                 |                     |
| Troyes           | 1 - 2           | Brest               |
| Lilla            | 1 - 1 (4-5 dtr) | Dunkerque           |
| Le Mans          | 0 - 2           | Paris Saint-Germain |
| 5 febbraio 2025  |                 |                     |
| Strasburgo       | 1 - 3           | Angers              |
| Tolosa           | 0 - 2           | Guingamp            |
| Cannes           | 5 - 3           | Dives Cabourg       |
| Stade Briochin   | 2 - 1           | Nizza               |
| 6 febbraio 2025  |                 |                     |
| Bourgoin-Jallieu | 0 - 0 (2-3 dtr) | Stade Reims         |

#### Quarti di finale
| Squadra 1        | Risultato       | Squadra 2           |
| ---------------- | --------------- | ------------------- |
| 25 febbraio 2025 |                 |                     |
| Cannes           | 3 - 1           | Guingamp            |
| Angers           | 1 - 1 (3-5 dtr) | Stade Reims         |
| 26 febbraio 2025 |                 |                     |
| Brest            | 2 - 3           | Dunkerque           |
| Stade Briochin   | 0 - 7           | Paris Saint-Germain |

#### Semifinali
| Squadra 1      | Risultato | Squadra 2           |
| -------------- | --------- | ------------------- |
| 1º aprile 2025 |           |                     |
| Dunkerque      | 2 - 4     | Paris Saint-Germain |
| 2 aprile 2025  |           |                     |
| Cannes         | 1 - 2     | Stade Reims         |

#### Finale
| Arbitro: | Bastien |

|                             |           |  |
| Barcola 16’, 19’ Hakimi 43’ | Marcatori |  |